# Elritze
Die Elritze (Phoxinus phoxinus), auch Bitterfisch, Maipiere oder Pfrille genannt, ist ein Kleinfisch aus der Familie der Karpfenfische (Cyprinidae), der im Süßwasser lebt. Der wissenschaftliche Name geht zurück auf seine altgriechische Bezeichnung φοξῑνος phoxinos (zu griechisch φοξός phoxos ‚spitz‘). Die Elritze ist in Deutschland 1991 sowie in Österreich 2016 zum "Fisch des Jahres" ernannt worden.

## Merkmale
Elritzen werden 6 bis 8 cm lang, selten bis 12 cm. Die Fische sind gelb-bräunlich gefärbt und besitzen kleine Schuppen. Ihre Seiten sind mit braunen und schwarzen Tupfen oder Streifen bedeckt. Der Bauch ist weiß bis rötlichweiß, zur Laichzeit bekommen die Männchen eine rote Unterseite. Beide Geschlechter bilden Laichausschlag aus.

## Verbreitung
Die Art kommt in weiten Teilen Europas über das nördliche Asien bis zum Amur vor. Sie fehlt in Nordschottland, Mittel- und Süditalien und im südlichen Griechenland. In Norwegen dehnt sie sich zurzeit stark nach Norden aus (Klima-Erwärmung) und wird von den Fischern, die sie nicht kennen, als angeblicher Nahrungskonkurrent der Salmoniden erbittert bekämpft. In den Alpen wird sie bis 2000 Meter Höhe angetroffen. Im Westen Transkaukasiens von Noworossijsk bis Batumi lebt die Unterart Phoxinus phoxinus colchicus Berg, 1910.

## Lebensweise

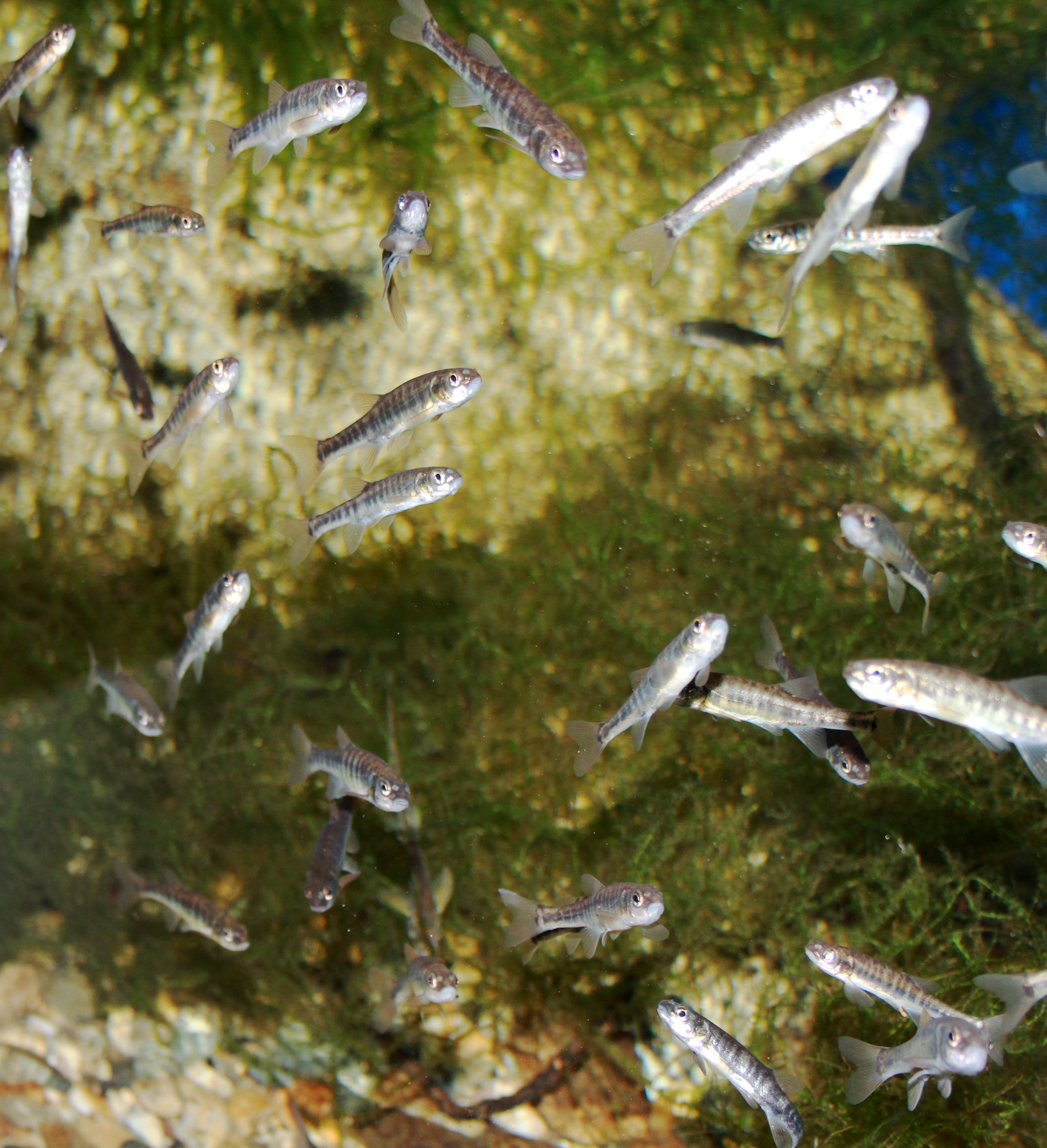
Ein Schwarm Elritzen in der Ausstellung Unter dem Moldauspiegel, Prag 2011

Die Elritze ist ein kleiner, lebhafter Schwarmfisch, der vor allem in den Forellen- und Äschenregionen vorkommt. Sie benötigt sauberes, klares und sauerstoffreiches Wasser und ist daher stark gefährdet durch Gewässerverunreinigung und Verbauung der Flüsse. Ihr bevorzugter Aufenthaltsort sind die oberen Wasserschichten, wo Jungfische in Ufernähe bis zu 30 °C Wassertemperatur aushalten. Die Elritze ist daher auch als munterer Aquarienfisch beliebt.
Ihre Nahrung besteht aus Insektenlarven, Fischlaich, Kleinkrebsen, Algen, Anflugnahrung und Jungfischen. Sie selbst ist ein Beutetier der Bachforelle. Die Elritze wächst sehr langsam und wird gegen Ende des ersten bis zweiten Lebensjahres geschlechtsreif. Die Laichzeit ist von April bis Juni, wo die Eier im Flachwasser an Steinen abgelegt werden und haften. Sie ist ein typischer Schwarmlaicher, das heißt, dass wenige Exemplare gar nicht in Laichstimmung kommen können.

## Wirtschaftliche Bedeutung
Die Elritze wird in einigen Gegenden Russlands mit kleinmaschigen Keschern und Reusen gefangen. Sauer eingelegt wird sie als Speisefisch verzehrt. Sie hat einen leicht bitteren Geschmack. Man benutzt sie auch als Köderfisch, allerdings ist zu beachten, dass sie in einigen Ländern ganzjährig geschont ist.
Elritzen werden auch zur Überwachung der Trinkwasserqualität eingesetzt.